# Crossotus plurifasciculatus
Crossotus plurifasciculatus är en skalbaggsart som beskrevs av Stefan von Breuning 1938. Crossotus plurifasciculatus ingår i släktet Crossotus och familjen långhorningar. Inga underarter finns listade i Catalogue of Life.